# Монтгомъри (окръг, Айова)
Вижте пояснителната страница за други населени места с името Монтгомъри.
Окръг Монтгомъри (на английски: Montgomery County) е окръг в щата Айова, Съединени американски щати. Площта му е 1101 km², а населението - 11 771 души (2000). Административен център е град Ред Оук.